# Diepholz (distrito)
Diepholz é um distrito (Kreis ou Landkreis) da Alemanha localizado no estado de Baixa Saxônia.

## Cidades e municípios
| Cidades | Samtgemeinden | Samtgemeinden | Samtgemeinden |
| --- | --- | --- | --- |
| 1. Bassum 2. Diepholz 3. Sulingen 4. Syke 5. Twistringen Municípios (livres) 1. Stuhr 2. Wagenfeld 3. Weyhe | - 1. Altes Amt Lemförde 1. Brockum 2. Hüde 3. Lembruch 4. Lemförde¹ 5. Marl 6. Quernheim 7. Stemshorn - 2. Barnstorf 1. Barnstorf¹ 2. Drebber 3. Drentwede 4. Eydelstedt - 3. Bruchhausen-Vilsen 1. Asendorf 2. Bruchhausen-Vilsen¹ 3. Engeln 4. Martfeld 5. Schwarme 6. Süstedt | - 4. Kirchdorf 1. Bahrenborstel 2. Barenburg 3. Freistatt 4. Kirchdorf¹ 5. Varrel 6. Wehrbleck - 5. Rehden 1. Barver 2. Dickel 3. Hemsloh 4. Rehden¹ 5. Wetschen | - 6. Schwaförden 1. Affinghausen 2. Ehrenburg 3. Neuenkirchen 4. Scholen 5. Schwaförden¹ 6. Sudwalde - 7. Siedenburg 1. Borstel 2. Maasen 3. Mellinghausen 4. Siedenburg¹ 5. Staffhorst |
| | ¹sede do Samtgemeinde | | |